# Ladies of the Canyon
| Recensione              | Giudizio          |
| ----------------------- | ----------------- |
| AllMusic                | [ 1 ]             |
| Robert Christgau        | A-                |
| Sputnikmusic            | 3.9 (Excellent)   |
| Piero Scaruffi          | [ 4 ]             |
| Ondarock                | Disco consigliato |
| Dizionario del Pop-Rock | [ 6 ]             |
| 24.000 dischi           | [ 7 ]             |
| RollingStone            | [ 8 ]             |

Ladies of the Canyon è il terzo album della cantautrice canadese Joni Mitchell, pubblicato nell’aprile del 1970.

## Il disco
L’album rappresenta un passaggio fondamentale nello sviluppo musicale di Joni Mitchell. Si tratta del primo dei tanti lavori nel quale la folksinger è accompagnata da un gruppo di musicisti di supporto; vi si stabilizzano anche i capisaldi tematici della sua futura carriera, il brano di apertura è come un marchio di fabbrica della sua sensibilità e l’album contiene una traccia, Woodstock, che costituirà l’inno di una generazione; e anche perché Joni Mitchell mostra una significativa crescita nella fiducia nei propri mezzi vocali e musicali in genere. Il titolo fa riferimento a Laurel Canyon, un centro della cultura musicale popolare a Los Angeles negli anni sessanta. In questo album la cantautrice canadese abbandona i paesaggi fiabeschi, il mare, il cielo e le nuvole che caratterizzavano i precedenti lavori per calarsi nella realtà del mondo, ricevendo la sua definitiva consacrazione: l’LP arriva al 27º posto delle chart statunitensi. Woodstock, verrà incisa anche da gruppi come CSN&Y (nell'album Déjà vu) e i Matthews Southern Comfort (nel loro album del 1971 Later That Same Year). Una cover della canzone Ladies of the Canyon è stata realizzata dalla cantante Annie Lennox nel 1995 come lato b del suo singolo No More "I Love You's".

## I brani
- Morning Morgantown è influenzata dalla relazione di Joni Mitchell con Graham Nash e dall’ambiente musicale e culturale di Laurel Canyon; caratterizzata da freschezza e da ottimismo,[16] è formata da quadri semplici e idilliaci[17] dipinti con tinte brillanti, tratteggiati con un lessico di uso comune e cantati con voce spontanea e naïve.[18] Il brano fu composto nel 1967 e nell’album ricorre la sovraincisione di chitarra e pianoforte. Inoltre, per la prima volta nella produzione di Joni Mitchell fa la sua comparsa uno strumento a percussione: si tratta di un campanaccio suonato da Milt Holland.[19]

- For Free contiene qualche riferimento autobiografico e si ispira a un clarinettista visto in una strada londinese.[20] Nel testo la cantautrice confronta la gratuità della prestazione offerta dal musicista che suonava solitario con i vantaggi che lei gode attraverso la fama e il successo – ricchezza, auto di lusso, guardie del corpo – ma che però potrebbero averla distanziata dal proprio pubblico e dalla propria sorgente creativa,[21] denunciando implicitamente l’ingiustizia del divario fra due artisti di pari bravura.[22] La parte di clarinetto solista che chiude il brano costituisce la prima incursione in un album di Joni Mitchell nelle sonorità jazz.[23]

- Conversation è un’altra composizione risalente al 1967, periodo di fertilità creativa,[24] un vivace ritmo rock and roll in apertura sostenuto dalle leggere percussioni di Holland[25] e dalla due voci sovraincise. Il testo non manca di allitterazioni[26] e parla di un rapporto di amicizia fra un uomo sposato e una donna che non è però appagata da questa forma di relazione e vorrebbe spingersi oltre.[27]

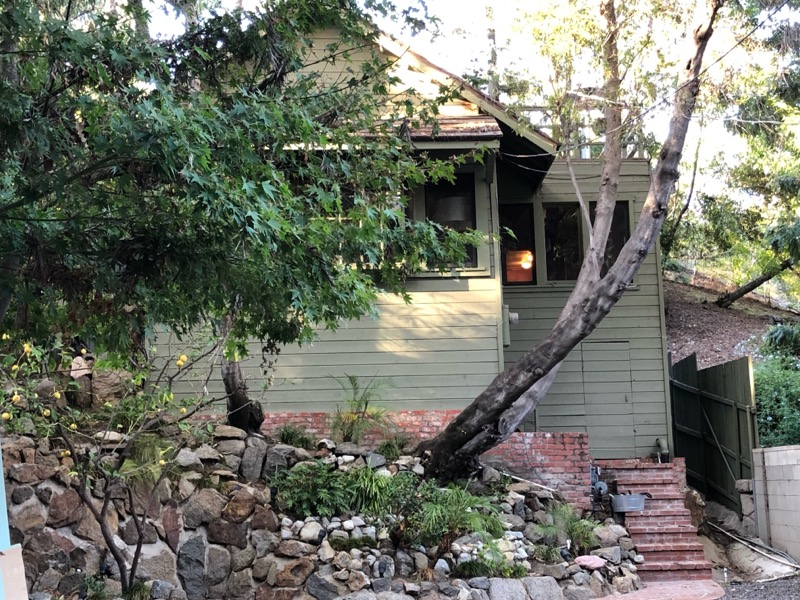
La casa di Joni Mitchell a Laurel Canyon, dal 1969 al 1974

- Ladies of the Canyon, traccia che dà il nome all’intero album, è una creazione nella quale l’autrice abbozza i ritratti di tre donne fra di loro diverse: Trina Robbins (nella realtà una fumettista underground), Annie Burden (una casalinga e moglie di un noto fotografo di artisti rock) ed Estrella Berosini (figlia di un funambolo boemo e allevata in un circo) – e in certa misura Joni Mitchell si identifica in ognuna delle tre amiche.[28]

- Willy ha un andamento semplice e un tono triste[24] ed è così intitolata perché riprende il diminutivo del secondo nome di Graham Nash a cui è indirizzata.[29] Nella composizione viene ritratto il sentimento ambivalente di Joni Mitchell nei confronti di una relazione da poco terminata con il cantante inglese,[30] ma i versi propongono i ruoli invertiti, dato che nella fase di separazione è la donna che ha il carattere più forte mentre Graham Nash è l’elemento fragile.[31]

- The Arrangement fa parte di quei brani nei quali una ragazza sensibile ha un rapporto con un uomo sposato a una donna inadeguata alle proprie esigenze.[31] Si incastra bene nell’album poiché salda la critica sociale ai ritratti delle persone. Potrebbe trattarsi di una figura in particolare, oppure di tutta una generazione appagata da un’esistenza banale. Composta al pianoforte, è un segnale della presenza dello strumento nella casa di Laurel Canyon.[32] Il pianismo di Joni Mitchell, in specie nella parte centrale del brano, fa sì che diversi critici individuino nella composizione il primo esempio nel quale la cantautrice canadese si avventura nei territori jazz.[24]

- Rainy Night House permette a Joni Mitchell di rivivere le proprie domeniche a North Battleford, quando era la voce soprano del coro della chiesa.[33] Proprio l’effetto del coro verrà creato con sovraincisioni della sua voce, mentre l’accompagnamento pianistico si snoda con semplicità e nel testo c’è un passaggio nel quale viene parodiato Leonard Cohen nel suo immaginario religioso.[34]

- The Priest dipinge un fortuito incontro in un aeroporto, ma in assenza di informazioni di contesto è impossibile verificare se si tratta di esperienze reali della cantautrice oppure del parto della sua creatività.[35] Le parole del brano mostrano il suo approccio ambivalente nei confronti della religione, e indicano che Joni Mitchell abbia avuto un rapporto sessuale – effettivo o soltanto immaginario – con il prete che la corteggiava.[36]

- Blue Boy è un inno all’amore cantato con voce intima.[37] Come Willy, la composizione è rivolta Graham Nash;[31] la cantante ne scolpisce una statua da mettere in giardino, e dopo la fine della loro storia d’amore si affaccia alla finestra e guarda la scultura ricordando la prima volta in cui vide il modello dal vero.[36]

- Big Yellow Taxi è stata composta quando Joni Mitchell si trovava in vacanza alle Isole Hawaii insieme a Graham Nash;[31] l’ispirazione per il brano sgorga alla vista di un paesaggio naturale trasformato in un hotel con boutique, discoteca e annesso parcheggio. Sull’onda delle denunzie dei movimenti ambientalisti che contestavano l’uso incontrollato di cemento e pesticidi,[38] il testo inizia con le riflessioni sulla devastazione dell’ambiente a opera dell’uomo e, dopo il forte messaggio ecologista, nei versi finali la folksinger vira verso la propria vita sentimentale.[39] Il brano ebbe immediata risonanza e grande successo tanto che Bob Dylan ne eseguì subito una reinterpretazione[40] e il New York Times coniò per la composizione il nome del nuovo genere definendolo “Ecology-folk”.[19]

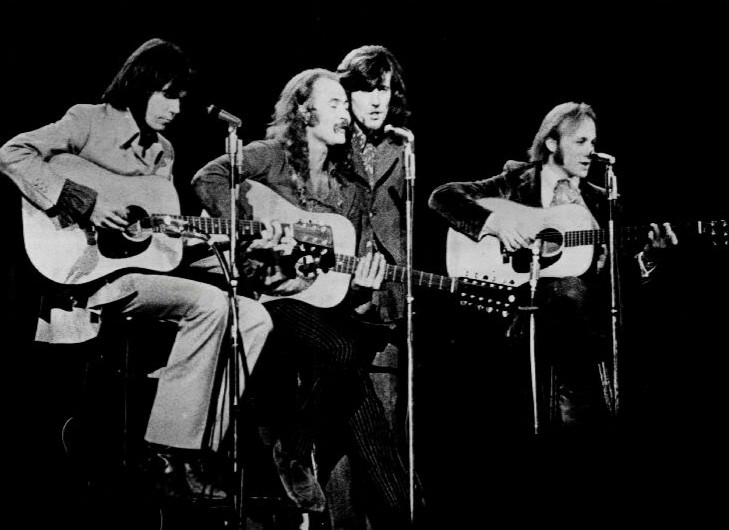
Crosby, Stills, Nash e Young, 1970

- Woodstock si riferisce al festival, avvenimento cruciale ed emblema del pacifismo di un’intera generazione,[41] che si tenne a Bethel nel 1969. A causa di precedenti impegni televisivi e su consiglio dei suoi manager, Joni Mitchell disertò il festival limitandosi a guardare il raduno in TV. Affascinata dalle immagini di decine di migliaia di giovani che affluivano al sito, cominciò a comporre una canzone sull’evento[42] e ne risultò il più famoso inno al Festival di Woodstock[43] tanto da essere reinterpretato subito dal quartetto di Crosby, Stills, Nash & Young; successivamente stralci del testo sarebbero stati cantati da Robert Plant dei Led Zeppelin.[44] Il testo è introdotto da un incontro fortuito con un Bambino di Dio, passaggio che ha un carattere insolitamente religioso in questa fase della vita della folksinger.[45] L’espressione ricorrente “Back to the garden” non si limitava alla riscoperta dell’innocenza perduta dopo la cacciata di Adamo ed Eva dall’Eden ma allargava l’ambito alle potenzialità del genere umano.[46]

- The Circle Game, scritta anch’essa nel 1967 da Joni Mitchell e proposta a Tom Rush e a Eric Andersen che dimostravano di apprezzare le sue composizioni, prima dell’incisione da parte della sua compositrice su Ladies of the Canyon venne registrata dal duo folk Ian and Sylvia, da Buffy Sainte-Marie e da Judy Collins.[47] Si tratta di una risposta di ottimismo e di incoraggiamento nei confronti del protagonista di Sugar Mountain di Neil Young.[48] Così come per Chelsea Morning, anche questo brano era già completo prima della registrazione di Song to a Seagull di due anni prima, ma fra le tracce non si trovò un posto adatto in cui inserirlo, così la sua collocazione venne rimandata.[49]

## Tracce
Tutti i brani composti da Joni Mitchell.
Lato A
1. Morning Morgantown – 3:12
2. For Free – 4:31
3. Conversation – 4:21
4. Ladies of the Canyon – 3:32
5. Willy – 3:00
6. The Arrangement – 3:32

Durata totale: 22:08
Lato B
1. Rainy Night House – 3:22
2. The Priest – 3:39
3. Blue Boy – 2:53
4. Big Yellow Taxi – 2:16
5. Woodstock – 5:25
6. The Circle Game – 4:50

Durata totale: 22:25

## Musicisti
- Joni Mitchell - voce, chitarra, pianoforte, arrangiamenti
- Paul Horn - clarinetto, flauto
- Jim Horn - sassofono baritono
- Teresa Adams - violoncello
- Milt Holland - percussioni
- The Saskatunes - gruppo vocale bop
- The Loskout Mountain United Downstairs Choir (gruppo vocale) - cori (brano: The Circle Game)
- Don Bagley - assistenza e arrangiamento nelle parti musicali di violoncello

Note aggiuntive:
- Joni Mitchell - produttore
- Registrazioni effettuate al A&M Studios di Hollywood, California
- Henry Lewy - ingegnere della registrazione[50]